# Arctosa emertoni
Arctosa emertoni este o specie de păianjeni din genul Arctosa, familia Lycosidae, descrisă de Gertsch, 1934. Conform Catalogue of Life specia Arctosa emertoni nu are subspecii cunoscute.